# Marek Jiras
Marek Jiras, född den 18 augusti 1978 i Prag, Tjeckoslovakien, är en tjeckisk kanotist.
Han tog OS-brons i C-2 slalom i samband med de olympiska kanottävlingarna 2000 i Sydney.